# Chunin
Chunin (яп. 中人 Тю:нин) — дебютный студийный альбом японской девичьей идол-группы Shiritsu Ebisu Chugaku. Вышел в Японии 24 июля 2013 года на принадлежащем Sony Music Entertainment Japan лейбле Defstar Records.

## Список композиций
| №   | Название                                                                | Примечания                                                                               | Длительность |
| --- | ----------------------------------------------------------------------- | ---------------------------------------------------------------------------------------- | ------------ |
| 1.  | «Chuning!! (Interlude)»                                                 |                                                                                          |              |
| 2.  | «Karikeiyaku no Cinderella (long ver.)» (仮契約のシンデレラ(long ver.)) | 1-й сингл                                                                                |              |
| 3.  | «Ume» (梅)                                                              | 3-й сингл                                                                                |              |
| 4.  | «Atashi Kitto Mugen Looper» (あたしきっと無限ルーパー)                  | новая песня                                                                              |              |
| 5.  | «R-O-B-O-C-K»                                                           | новая песня                                                                              |              |
| 6.  | «Koukou Haishi Houan (Interlude)» (高校廃止法案(Interlude))             |                                                                                          |              |
| 7.  | «Houkago Getabako Rock’n’Roll MX» (放課後ゲタ箱ロッケンロールMX)        | сторона «Б» 1-го сингла «Karikeiyaku no Cinderella»                                      |              |
| 8.  | «Otona wa Wakatte Kurenai» (大人はわかってくれない)                     | вторая сторона «А» 2-го сингла «Go! Go! Here We Go! Rock Lee / Otona wa Wakatte Kurenai» |              |
| 9.  | «Taiso» (体操)                                                          | новая песня; кавер-версия песни группы Yellow Magic Orchestra                            |              |
| 10. | «Kindan no Karma» (禁断のカルマ)                                        | первая сторона «А» 4-го сингла «Te o Tsunagou / Kindan no Karma»                         |              |
| 11. | «Yuwaku Shitai ya» (誘惑したいや)                                       | новая песня                                                                              |              |
| 12. | «Tuning Massaichu (Interlude)» (チューニング真っ最中(Interlude))        |                                                                                          |              |
| 13. | «Ii Yu ka na» (いい湯かな?)                                             | новая песня                                                                              |              |
| 14. | «Te o Tsunagou» (手をつなごう)                                          | первая сторона «А» 4-го сингла «Te o Tsunagou / Kindan no Karma»                         |              |
| 15. | «Chunin Dance Music» (中人DANCE MUSIC )                                 | новая песня                                                                              |              |
| 16. | «Ganbatteru Tochu» (頑張ってる途中)                                     | сторона «Б» 3-го сингла «Ume»                                                            |              |
| 17. | «Aruaru Hula Dance» (あるあるフラダンス)                                | новая песня                                                                              |              |

| №  | Название                                                                       | Длительность |
| -- | ------------------------------------------------------------------------------ | ------------ |
| 1. | «Мидзуки… „Pakuchi“» (瑞季…「パクチー」)                                       |              |
| 2. | «Рика Маяма… „Agero! Ebi Fry“» (真山りか…「揚げろ!エビフライ」)                |              |
| 3. | «Нацу Анно… „Doshaburi Regret“» (杏野なつ…「どしゃぶりリグレット」)            |              |
| 4. | «Аяка Ясумото… „Fure! Fure! Cyalume“» (安本彩花…「フレ!フレ!サイリウム」)      |              |
| 5. | «Айка Хирота… „Utae! Odore! Ebi Dada!“» (廣田あいか…「歌え!踊れ!エビーダダ!」) |              |
| 6. | «Мирэй Хосина… „Hobo Brasil“» (星名美怜…「ほぼブラジル」)                      |              |
| 7. | «Хироно Судзуки… „Kekka Alright“» (鈴木裕乃…「結果オーライ」)                  |              |
| 8. | «Рина Мацуно… „Shin Seishun Sonomono“» (松野莉奈…「新・青春そのもの」)         |              |
| 9. | «Хината Касиваги… „Ebichu Isshukan“» (柏木ひなた…「エビ中一週間」)             |              |

(DVD идёт только с лимитированным изданием «A». На нём пять видео, нв каждом одна из участниц танцует под караоке-версию одной из песен группы.)
| №  | Название                       | {{{extra_column}}}      | Длительность |
| -- | ------------------------------ | ----------------------- | ------------ |
| 1. | «Ebisu Kumikyoku» (恵比寿組曲) | автор ремикса: Fragment | прибл. 60:00 |

(DVD идёт только с лимитированным изданием «Б». На нём непрерывный 40-минутный диджеевский ремикс, который включает различные песни группы с её дебюта на мейджор-лейбле и далее.)

## Чарты
| Чарт (2013)                | Наив. поз. |
| -------------------------- | ---------- |
| Oricon Weekly Albums Chart | 7          |